# Nibea albiflora
Nibea albiflora es una especie de pez de la familia Sciaenidae en el orden de los Perciformes.

## Morfología
• Los machos pueden llegar alcanzar los 43,5 cm de longitud total y 1.479 g de peso.

## Depredadores
En la China es depredado por Paralichthys olivaceus .

## Hábitat
Es un pez de  mar y, de clima templado (32°N-23°N) y bentopelágico que vive entre 25-80 m de profundidad.

## Distribución geográfica
Se encuentra en el Océano Pacífico noroccidental: el sur del Japón, Hong Kong y el Mar de la China Oriental.

## Uso comercial
Es empleado en la medicina tradicional china.

## Observaciones
Es inofensivo para los humanos.